# Markus Hecht
Markus Hecht (* 1957 in Konstanz) ist ein deutscher Eisenbahningenieur.

## Leben
1982 erwarb er das Diplom in der RWTH Aachen im Studiengang Maschinenwesen, Fachrichtung Verkehrstechnik. Er war wissenschaftlicher Mitarbeiter und Assistent am Lehrstuhl und Institut für Fördertechnik und Schienenfahrzeuge der RWTH Aachen (1982–1987). 1988 promovierte er zum Dr.-Ing. bei Fritz Frederich. Von 1988 bis 1997 war er bei der Schweizerischen Lokomotiv- und Maschinenfabrik AG (SLM), Winterthur, zuletzt als Leiter Messtechnik und Stellvertreter Leiter Engineering und Entwicklung, SLM, tätig. Er ist seit 1997 Leiter des Fachgebiets Schienenfahrzeuge am Institut für Land- und Seeverkehr der TU Berlin.

## Schriften (Auswahl)
- mit Fritz Frederich: Erfassung der Gleisanlage auf ÖPNV-Strecken. Düsseldorf 1986, ISBN 3-18-146412-0.
- Gleislageuntersuchung aus fahrzeug- und oberbautechnischer Sicht. Entwicklung eines universellen dynamischen Meßverfahrens. Düsseldorf 1988, ISBN 3-18-140412-8.
- mit Oliver Schwedes: Die Bahn als integriertes Gesamtsystem. Innovationspotentiale der Schiene zur Gestaltung der Energiewende im Verkehr. Berlin 2016, OCLC 1185808874.